# Gibberula puntillum
Gibberula puntillum é uma espécie de gastrópode  da família Marginellidae.
É endémica de São Tomé e Príncipe.